# SMS Bayern (1915)
De SMS Bayern was de eerste van de vier dreadnoughts in haar klasse die dezelfde naam droeg (Bayern). De Bayern was in dienst bij de Kaiserliche Marine tijdens de Eerste Wereldoorlog.
Het schip is vernoemd naar de op een na grootste Duitse deelstaat, Beieren. De kiel werd op 20 augustus 1913 gelegd en werd te water gelaten op 18 februari 1915. De afwerking van het schip was pas op 15 juli 1916 klaar, twee weken te laat om deel te nemen aan de Slag bij Jutland. De hoofdbewapening bestond uit acht 380mm-kanonnen, ingedeeld in vier dubbele torens, wat een aanzienlijke verbetering was ten opzichte van de voorgaande König-klasse (tien 305mm-kanonnen). Het schip was bedoeld om, samen met haar drie zusterschepen, de kern te vormen van de Duitse Hochseeflotte. Van deze zusterschepen werd er slechts één - de Baden - voltooid; de andere twee werden geannuleerd wegens de verschuiving van de productie-eisen naar de bouw van u-boten.
De Bayern, die pas rond de helft van de oorlog in dienst werd genomen, had een beperkte carrière. De eerste operatie waaraan het schip deelnam, was een afgebroken aanval in de Noordzee van 18 tot 19 augustus 1916, enkele maanden na de voltooiing van het schip. Daarna nam de Bayern deel aan operatie Albion in de golf van Riga, maar kort na deze aanval liep het schip op een mijn en moest maanden in de haven blijven voor reparaties.
Samen met de meeste slagschepen van de Hochseeflotte werd de Bayern door de Royal Navy in Scapa Flow geïnterneerd na het einde van de Eerste Wereldoorlog in november 1918. Op 21 juni 1919 beval admiraal Ludwig von Reuter dat al zijn schepen gecontroleerd moesten zinken, om te voorkomen dat deze definitief in Britse handen zouden vallen. Het schip zonk om 14:30 uur en in september 1934 werd het wrak weggehaald en in Rosyth gesloopt.